# Canton de Couzeix
Le canton de Couzeix est une circonscription électorale française située dans le département de la Haute-Vienne et la région Nouvelle-Aquitaine.

## Histoire

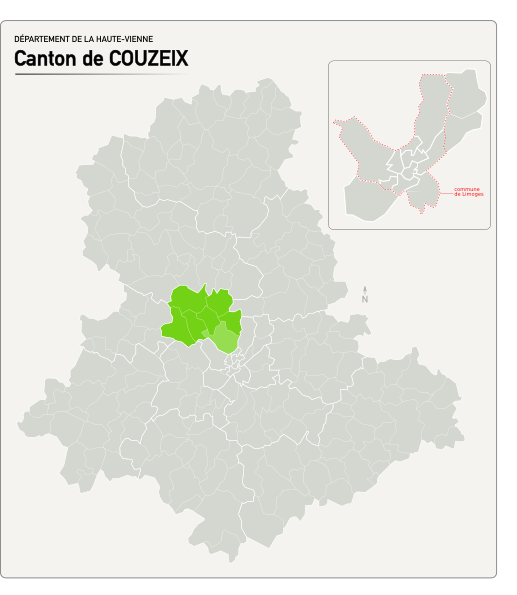
Situation du canton de Couzeix dans le département de la Haute-Vienne depuis 2015.

Un nouveau découpage territorial de la Haute-Vienne entre en vigueur à l'occasion des élections départementales de mars 2015, défini par le décret du 13 février 2014, en application des lois du 17 mai 2013 (loi organique 2013-402 et loi 2013-403). Les conseillers départementaux sont, à compter de ces élections, élus au scrutin majoritaire binominal mixte. Les électeurs de chaque canton élisent au Conseil départemental, nouvelle appellation du Conseil général, deux membres de sexe différent, qui se présentent en binôme de candidats. Les conseillers départementaux sont élus pour 6 ans au scrutin binominal majoritaire à deux tours, l'accès au second tour nécessitant 12,5 % des inscrits au 1er tour. En outre la totalité des conseillers départementaux est renouvelée. Ce nouveau mode de scrutin nécessite un redécoupage des cantons dont le nombre est divisé par deux avec arrondi à l'unité impaire supérieure si ce nombre n'est pas entier impair, assorti de conditions de seuils minimaux. En Haute-Vienne, le nombre de cantons passe ainsi de 42 à 21.
Le canton de Couzeix est formé de communes des anciens cantons de Nieul (6 communes) et de Limoges-Couzeix (1 commune).
Le canton est entièrement inclus dans l'arrondissement de Limoges. Le bureau centralisateur est situé à Couzeix.

## Représentation
| Période élective | Période élective | Mandat | Mandat   | Identité          | Nuance | Nuance | Qualité |
| ---------------- | ---------------- | ------ | -------- | ----------------- | ------ | ------ | --- |
| 2015             | 2021             | 2015   | 2021     | Évelyne Fontaine  |        | UDI    | Ancienne conseillère municipale de Nieul                                                                            |
| 2015             | 2021             | 2015   | 2021     | Gilles Toulza     |        | UDI    | Adjoint au maire de Couzeix                                                                                         |
| 2021             | 2028             | 2021   | en cours | Sébastien Larcher |        | DVD    | Responsable technique dans le milieu de la santé, maire de Couzeix                                                  |
| 2021             | 2028             | 2021   | en cours | Lydie Manus       |        | DVD    | Responsable administrative et financière dans la fonction publique territoriale, adjointe au maire de Saint-Jouvent |

### Résultats détaillés

#### Élections de mars 2015
À l'issue du 1er tour des élections départementales de 2015, trois binômes sont en ballottage : Évelyne Fontaine et Gilles Toulza (Union du Centre, 33,08 %), Sébastien Larcher et Jany-Claude Solis (PS, 26,98 %) et Sandrine Dours et Serge Lahoundere-Sourinou (FN, 22,65 %). Le taux de participation est de 58,87 % (8 964 votants sur 15 228 inscrits) contre 57,81 % au niveau départemental et 50,17 % au niveau national.
Au second tour, Évelyne Fontaine et Gilles Toulza (Union du Centre) sont élus avec 40,28 % des suffrages exprimés et un taux de participation de 60,19 % (3 443 voix pour 9 166 votants et 15 228 inscrits).
Gilles Toulza et Evelyne Fontaine sont membres du MRSL.

#### Élections de juin 2021
Le premier tour des élections départementales de 2021 est marqué par un très faible taux de participation (33,26 % au niveau national). Dans le canton de Couzeix, ce taux de participation est de 39 % (6 201 votants sur 15 900 inscrits) contre 37,25 % au niveau départemental. À l'issue de ce premier tour, deux binômes sont en ballottage : Sébastien Larcher et Lydie Manus (DVC, 27,72 %) et Julie Lenfant et Jean-Yves Rigout (Union à gauche, 25,12 %).
Le second tour des élections est marqué une nouvelle fois par une abstention massive équivalente au premier tour. Les taux de participation sont de 34,36 % au niveau national, 38,38 % dans le département et 39,65 % dans le canton de Couzeix. Sébastien Larcher et Lydie Manus (DVC) sont élus avec 52,68 % des suffrages exprimés (3 018 voix pour 6 307 votants et 15 905 inscrits),,.

## Composition
Le canton de Couzeix comprend sept communes entières.
| Nom                             | Code Insee | Intercommunalité               | Superficie (km2) | Population (dernière pop. légale) | Densité (hab./km2) | Modifier                                    |
| ------------------------------- | ---------- | ------------------------------ | ---------------- | --------------------------------- | ------------------ | ------------------------------------------- |
| Couzeix (bureau centralisateur) | 87050      | CU Limoges Métropole           | 30,69            | 10 011 (2022)                     | 326                | modifier les données · modifier les données |
| Chaptelat                       | 87038      | CU Limoges Métropole           | 17,92            | 2 096 (2022)                      | 117                | modifier les données · modifier les données |
| Nieul                           | 87107      | CC Élan Limousin Avenir Nature | 16,97            | 1 594 (2022)                      | 94                 | modifier les données · modifier les données |
| Peyrilhac                       | 87118      | CU Limoges Métropole           | 38,63            | 1 356 (2022)                      | 35                 | modifier les données · modifier les données |
| Saint-Gence                     | 87143      | CU Limoges Métropole           | 21,77            | 2 208 (2022)                      | 101                | modifier les données · modifier les données |
| Saint-Jouvent                   | 87152      | CC Élan Limousin Avenir Nature | 24,96            | 1 630 (2022)                      | 65                 | modifier les données · modifier les données |
| Veyrac                          | 87202      | CU Limoges Métropole           | 33,70            | 2 162 (2022)                      | 64                 | modifier les données · modifier les données |
| Canton de Couzeix               | 8706       |                                | 184,64           | 21 057 (2022)                     | 114                | modifier les données                        |

## Démographie
En 2022, le canton comptait 21 057 habitants, en évolution de +5,3 % par rapport à 2016 (Haute-Vienne : −0,68 %, France hors Mayotte : +2,11 %).
| 2013   | 2018   | 2022   |
| ------ | ------ | ------ |
| 19 408 | 20 278 | 21 057 |